# Sala de aparato
Um salão de aparato, ou salão nobre, numa das grandes mansões européias, era um grande aposento, rica e artisticamente decorado, projetado para impressionar, e utilizado pela aristocracia em recepções e eventos importantes, com a presença de grandes autoridades, chefes de estado ou hóspedes distintos. Um conjunto desses aposentos, incluindo um quarto de dormir, constituía um apartamento de aparato. Respeitadas as devidas proporções, o equivalente moderno seria uma suíte presidencial.
Mais recentemente, muitas instituições costumam possuir um salão nobre, destinado a eventos especiais, exposições diversas e até velórios públicos de grandes personalidades.